# Dolichoderus kutschlinicus
Dolichoderus kutschlinicus é uma espécie de formiga do gênero Dolichoderus.